# Ханс Лангсдорф
Ханс Вилхелм Лангсдорф (Риген, 20. март 1894 — Буенос Ајрес, 20. децембар 1939) је био немачки морнарички официр, најпознатији као командант бојног брода Адмирал Граф Шпе у бици код Ла Плате.

## Биографија
Лангсдорф је рођен 20. марта 1897. године на острву Риген у Берген ауф Ригену. Био је најстарији син у породици где су традиционална занимања пре била везана за право и религију него за поморство. Са породицом се преселио у Диселдорф 1898. године. У Диселдорфу су им комшије биле породица грофа Максимилијан фон Шпеа, који је касније постао немачки поморски јунак после Битке код Фолкландских острва 1914. године. Гроф је утицао на Лангсдорфа, па је он 1912. уписао поморску академију у Килу, упркос неслагању својих родитеља. Током Првог светског рата је имао чин поручника, а 1914. је добио Гвоздени крст друге класе због доприноса у бици код Јиланда.
Током 1936. и 1937. био је члан посаде тада новог бојног брода Адмирал Граф Шпе, под командом адмирала Бохена. Њихов задатак је био испомоћ националистима у Шпанском грађанском рату. Лангсдорф је унапређен у чин капетана 1. јануара. 1937, а командант брода Адмирал Граф Шпе је постао у октобру 1938. године.

### Други светски рат
Брод Адмирал Граф Шпе је 21. августа 1939. добио наређење да напусти луку и да напада непријатељске транспортне конвоје. То наређење је уследило након почетка Другог светског рата. Прве три недеље после почетка рата, брод се крио на отвореном мору источно од Бразила. За то време, немачка власт је покушавала да утврди колико је озбиљно учешће Уједињеног Краљевства у рату.
Током следећих десет недеља, Адмирал Граф Шпе је потпио девет британских транспортних бродова, који су укупно тежили око педесет хиљада тона. Поштовао је Хашке конвенције и није убио никога. Тиме је задобио симпатије и поштовање од стране заробљених официра и морнара.

#### Битка код Ла Плате
Лангсдорфа је срећа пратила до 13. децембра 1939. када су његови извиђачи приметили британску крстарицу и два разарача. Такође је постојао проблем са моторима на Граф Шпеу, што је ограничило његову брзину на двадесет три чвора. Лангсдорф се одлучио да се упусти у борбу са британским прогониоцима. Када је битка отпочела, увидео је да су Британци командовали са две лаке крстарице (ХМС Ајант и ХМС Ахил), а не два разарача, као и са тешком крстарицом (ХМС Егзитер). Егзитер је избачен из борбе после пола сата због оштећења које му је нанео Граф Шпе, али је и Егзитер тешко оштетио Граф Шпеа. Тешко је оштећен систем који је служио за пречишћавање горива. Лангсдорф је сазнао да је имао чистог горива за шеснаест сати пловидбе, и да поправка није могућа на мору. Ускоро, две британске лаке крстарице су имале домет да гађају Граф Шпеа и погодиле су га око двадесет пута и том приликом су уништиле пекаре и залихе хране. Убрзо након тога и британски комодор и Лангсдорф су одлучили да прекину са борбом, што је Лангсдорфу омогућило да повуче тешко оштећени брод у неутралну луку у Монтевидеу.
Уругвајске власти су омогућиле остајање Граф Шпеа, додатних 72 сата, у односу на дозвољених 24 сата. Лангсдорф је тражио наређења из званичног Берлина. Речено му је да не остави брод на поправци у Монтевидеу, али ни да се не преда Британцима ни под којим условима. Лангсдорф није добио ниједан конкретан предлог, и није знао шта да ради. Он је одлучио да проба да пребаци брод у пријатељскију луку у Буенос Ајресу у Аргентини, иако се мислило да канал није довољно дубок за пловидбу брода те величине. Друга опција је била да се опет упусти у борбу са Британцима. Британци су тврдили да имају на располагању веће снаге него што су заиста имали у том тренутку, а појачање је требало да им стигне тек за пет дана. Лангсдорф је одлучио да потопи брод. Брод је пловио до границе уругајвских и аргентинских вода, где су их дочекале аргентинске барже. Баржама је превезена цела посада, а брод је потопљен експлозивом који је поставила посада.
Лангсдорф је пребачен у хотел у Буенос Ајресу, где је 19. децембра саставио писма својој породици и претпостављенима. Након тога је легао на борбену заставу Граф Шпеа и извршио самоубиство. Сахрањен је на гробљу у Буенос Ајресу, где му је поштовање указала и једна и друга страна за његове часне постпуке.